# Vladimír Remek
Vladimír Remek (* 26. září 1948 České Budějovice) je bývalý vojenský pilot a jediný československý kosmonaut ve vesmíru, Hrdina Československé socialistické republiky a Hrdina Sovětského svazu. Je 87. kosmonautem světa, prvním z jiné země než Sovětského svazu nebo USA, což bylo úspěchem československé kosmonautiky. Evropská kosmická agentura se k němu hlásí jako k „prvnímu evropskému kosmonautovi“.
Do kosmu Vladimír Remek letěl v rámci programu Interkosmos, když Sovětský svaz nabídl členským státům programu návštěvu jejich kosmonauta na sovětské vesmírné stanici. Ke svému letu na stanici Saljut 6 vzlétl společně se sovětským kosmonautem Alexejem Gubarevem 2. března 1978 na palubě kosmické lodi Sojuz 28, ve vesmíru prožil 7 dní, 22 hodin a 17 minut.
Po návratu do Československa do roku 1995 sloužil ve vojenském letectvu, naposledy jako ředitel Vojenského muzea letectví a kosmonautiky v Praze-Kbelích. Poté byl obchodním zástupcem ČZ Strakonice v Rusku, dva roky obchodním radou na českém velvyslanectví v Moskvě a v letech 2004 až 2013 poslancem Evropského parlamentu za KSČM. V letech 2014 až 2018 vykonával funkci velvyslance České republiky v Rusku.

## Dětství a rodina
Otec Jozef Remek byl Slovák, vojenský pilot, později v hodnosti generálporučíka dlouholetý velitel letectva Československé lidové armády. Matka byla Češka. Vladimír Remek dětství prožil v Českých Budějovicích, kde vychodil základní devítiletou školu a kam se kvůli babičce často vracel. Pak se rodina přestěhovala do Brna, kde chodil na střední školu a dva roky také do Klubu mladých astronomů při hvězdárně na Kraví hoře. Vojenské povolání otce rodinu přivedlo do dalšího bydliště, Čáslavi, kde byla letecká základna. Na dvanáctiletce v Čáslavi začal studovat v roce 1963, a její studium zakončil maturitou v roce 1966.
V roce 1967 se stal členem Komunistické strany Československa a zůstal jím do roku 1990.
Má sestry Jitku a Danu. Je podruhé ženatý, z každého manželství má jednu dceru. Hovoří plynně rusky a anglicky.

## Vojenský pilot
Remek s vyznamenáním absolvoval čtyřleté studium na Vyšším leteckém učilišti v Košicích, kde létal na cvičných proudových letounech L-29 Delfín. Po dokončení školy roku 1970 nastoupil k leteckému útvaru do Žatce, ale po měsíci byl přeložen k 1. Zvolenskému leteckému stíhacímu pluku v Českých Budějovicích vyzbrojenému MIGy 21. Jeho otec tou dobou už byl vysoce postavený generál, Vladimír Remek však jakoukoli protekci odmítal; otci měl za zlé rozchod s matkou a jakékoliv narážky na něj mu vadily.
V roce 1972 zahájil studium na Vojenské letecké akademii J. A. Gagarina v Moninu u Moskvy. V roce 1975 dostal vyznamenání Za službu vlasti. V Moninu studoval na výbornou, za čtyři roky měl na vysvědčení pouze jednu čtyřku (která v ruském známkování odpovídá české dvojce). Po absolvování akademie se v roce 1976 vrátil nakrátko k mateřskému útvaru. Měl se stát zástupcem velitele pluku, ale přišel neočekávaný obrat v kariéře – výběr kandidátů pro kosmický let.

## Kosmonaut
V první polovině roku 1976 nabídl Sovětský svaz zemím sdruženým v programu výzkumu vesmíru Interkosmos účast v pilotovaných kosmických letech. V Praze probíhal výběr od června 1976. Z pilotů vojenského letectva bylo na základě pravidelných každoročních prohlídek vybráno 24 kandidátů, včetně Remka. Při dalších testech měl výborné výsledky – při práci pod časovým tlakem, při zátěži, při testech orgánu rovnováhy, trpěl však rýmou a nadváhou – musel shodit 12 kg. Postupně se počet kandidátů snížil na 8 a pak na čtyři – Ladislava Klímu, Oldřicha Pelčáka, Vladimíra Remka a Michala Vondrouška. Po dalším kole testů už ve Středisku přípravy kosmonautů J. A. Gagarina v Hvězdném městečku zůstali Remek a Pelčák. V listopadu 1976 byl Remek povýšen na kapitána.
Od prosince 1976 se v Hvězdném městečku s Oldřichem Pelčákem a dalšími kandidáty z Polska a NDR začal připravovat ke kosmickému letu. V červnu 1977 byly sestaveny posádky pro budoucí československo-sovětský let. První posádku tvořili sovětský kosmonaut plukovník Alexej Gubarev (velitel), který již měl za sebou let Sojuzem 17 a měsíční pobyt na stanici Saljut 4, a kapitán Vladimír Remek ve funkci kosmonaut-výzkumník. Druhou tvořili  Nikolaj Rukavišnikov, který absolvoval dva lety (Sojuz 10 a Sojuz 16) celkem v délce 8 dnů, a Oldřich Pelčák.
Do vesmíru Gubarev s Remkem odstartovali z kosmodromu Bajkonur 2. března 1978 v 15:28 UTC v lodi Sojuz 28. Byla to první mezinárodní posádka v rámci programu Interkosmos i v historii kosmických letů vůbec. Se stanicí Saljut 6 se Sojuz 28 spojil 3. března v 17:06 UTC, po spojení se kosmonauti přivítali se členy dlouhodobé posádky stanice Jurijem Romaněnkem a Georgijem Grečkem.
Pracovní den kosmonautů trval od 6 do 21 hodin, zahrnoval i dvě hodiny cvičení. Takřka na poslední chvíli bylo do výcviku Gubareva a Remka zahrnuto i ovládání zubní vrtačky, Romaněnko a Grečko na Saljutu 6 si totiž začali stěžovat na bolesti zubů. Po příletu Gubarev s Remkem sdělili kolegům, že jim zuby ošetří. Poté, co vyšlo najevo, že se ošetřování zubů začali učit před dvěma týdny, byli odmítnuti. Ovšem stížnosti na zuby řídící středisko už neslyšelo.
V následujících dnech kosmonauti uskutečnili několik televizních reportáží, pomáhali stálé posádce a věnovali se vlastnímu vědeckému programu. Experimenty připravené československými vědci byly:
- Chlorella-1, zkoumající rozmnožování řas Chlorella.[19]
- Tepelná výměna-2, srovnávající naměřenou teplotu těla s pocity kosmonautů.
- Oxymetr, měření okysličení tkání kosmonautů. Při zahájení prací kosmonauti zjistili poruchu napájení přístroje, zdroj sice improvizovaně nahradili sadou monočlánků, měření však už neproběhlo kompletně.[15]
- Supos, spočívající ve zjišťování psychologického stavu kosmonautů před, během a po letu.
- Extinkce, ve kterém Remek sledoval změny jasnosti hvězd při západu za obzor.
- Morava-splav, který využíval sovětskou pec Splav-1 k roztavení a pomalému (45 hodin)[15] chladnutí vzorků chloridu měďného a olovnatého a chloridu stříbrného.[18]

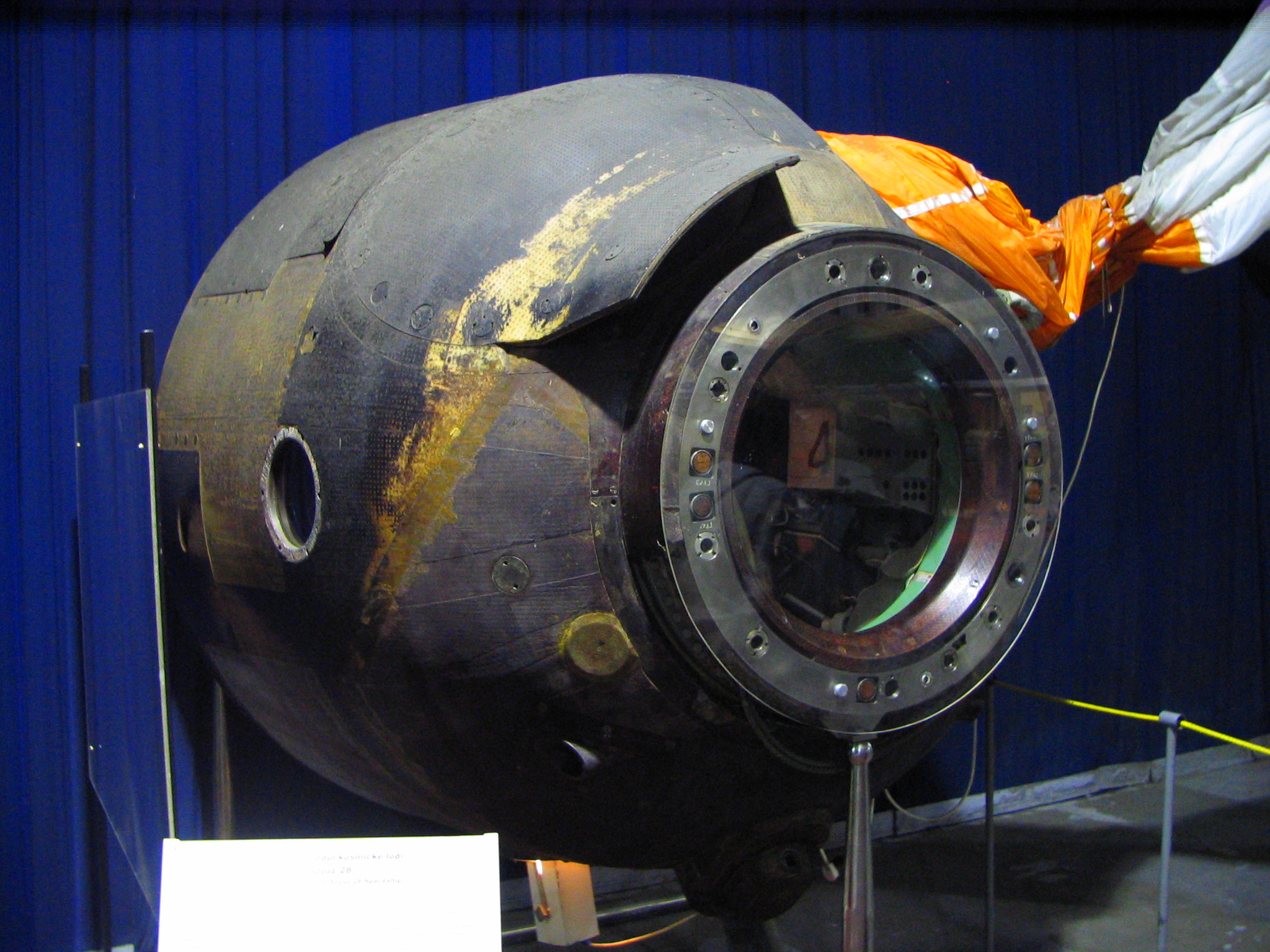
Přistávací modul Sojuzu 28, ve kterém se Vladimír Remek a Alexej Gubarev vrátili na Zem (Letecké muzeum Kbely, 2009)

Remek patřil k většině kosmonautů, kteří z počátku letu trpěli nevolností způsobenou nezvykem organizmu na stav beztíže. Výjimečný ovšem byl otevřeným popisem svých obtíží, jeho sovětští kolegové se totiž obávali, že přiznáním potíží přijdou o šanci znova letět do vesmíru. Třetí den letu, 4. března ve 14 a 20 hodin, proběhla tradiční tisková konference s kosmonauty, v tomto případě vysílaná československou televizí v přímém přenosu. Pro Remka nedopadla dobře, stále ještě trpěl nevolností a po více než roce v ruském prostředí byl pro něj rozhovor o letu a prováděných experimentech v češtině obtížný, těžce hledal správná slova.
Po splnění programu letu se 10. března Gubarev s Remkem rozloučili s hostiteli, v 10:23 UTC se oddělili se Sojuzem 28 od stanice a v 14:45 UTC přistáli v Kazachstánu, asi 135 km severně od Arkalyku. Celková délka Remkova letu činila 190 hodin a 18 minut.
Důvody, proč byla vybrána posádka Gubarev-Remek, zatímco Nikolaj Rukavišnikov a Oldřich Pelčák zůstali jako náhradníci, jsou dodnes předmětem diskusí. Podle Tomáše Přibyla pravděpodobně ležely v soupeření mezi zainteresovanými sovětskými institucemi. Po neúspěchu letu Sojuzu 25 v říjnu 1977 byly posádky sestavovány vždy s nejméně jedním kosmonautem se zkušenostmi z předchozího letu. U mezinárodních posádek to musel být sovětský velitel, což při nedostatku zkušených vojenských kosmonautů z oddílu CPK přineslo nutnost zařadit na velitelskou pozici také kosmonauty – inženýry z Eněrgije. Prolomení dlouhá léta platícího pravidla „velitel je voják“ se pochopitelně zástupci CPK, a vojáci obecně, bránili. V této situaci měla Gubarevova posádka výhodu proti Rukavišnikovi s Pelčákem prostě proto, že Rukavišnikov nebyl voják. I u závěrečných zkoušek (ve kterých byla dvojice Gubarev–Remek hodnocena jako o něco lepší) se projevila zákulisní rivalita, když obě soupeřící skupiny nařkly protistranu, že napovídala „své“ posádce.

## Voják, obchodník, diplomat
Po návratu do vlasti Remek rok působil na Hlavní politické správě ČSLA, poté byl vedoucím pracovníkem ve Výzkumném ústavu letectva v Praze-Kbelích. V roce 1979 o svém životě, výcviku i samotném letu napsal s pomocí Karla Richtera knihu Pod námi planeta Země. Další knihou vydanou téhož roku byla Splněné naděje.
Coby známá osobnost působil ve veřejných organizacích. Roku 1980 se stal členem Světové rady míru, byl členem předsednictva ÚV Svazu československo-sovětského přátelství (SČSP). Roku 1990 se stal předsedou Společnosti přátel národů východu (transformovaného SČSP), v jejímž čele zůstal i po přejmenování na Česko-ruskou společnost roku 2006.
Od roku 1985 studoval na Vojenské akademii Generálního štábu v Moskvě, absolvoval ji o tři roky později. V následujících dvou letech sloužil v Brně ve funkci zástupce velitele 2. divize PVOS (protivzdušné obrany státu). Už od roku 1967 byl členem Komunistické strany Československa, v roce 1990 musel podle zákona členství ve straně jako voják ukončit. V letech 1990–1995 byl ředitelem Vojenského muzea letectví a kosmonautiky v Praze-Kbelích. V červnu 1995 odešel do zálohy v hodnosti plukovníka.
Poté působil jako obchodní zástupce ČZ Strakonice v Ruské federaci, kde využíval své staré kontakty a prestiž kosmonauta. Byl mimo jiné generálním ředitelem společného podniku CZ-Turbo-GAZ v Nižním Novgorodu a v Moskvě, kde působil od roku 2001 jako ředitel zastoupení. V letech 2002 až 2004 byl obchodním radou a vedoucím obchodně ekonomického úseku velvyslanectví ČR v Moskvě.
V roce 2001 mimo jiné přežil pád vojenského vrtulníku, v němž letěl společně s americkým astronautem Eugenem Cernanem.

## Evropský poslanec

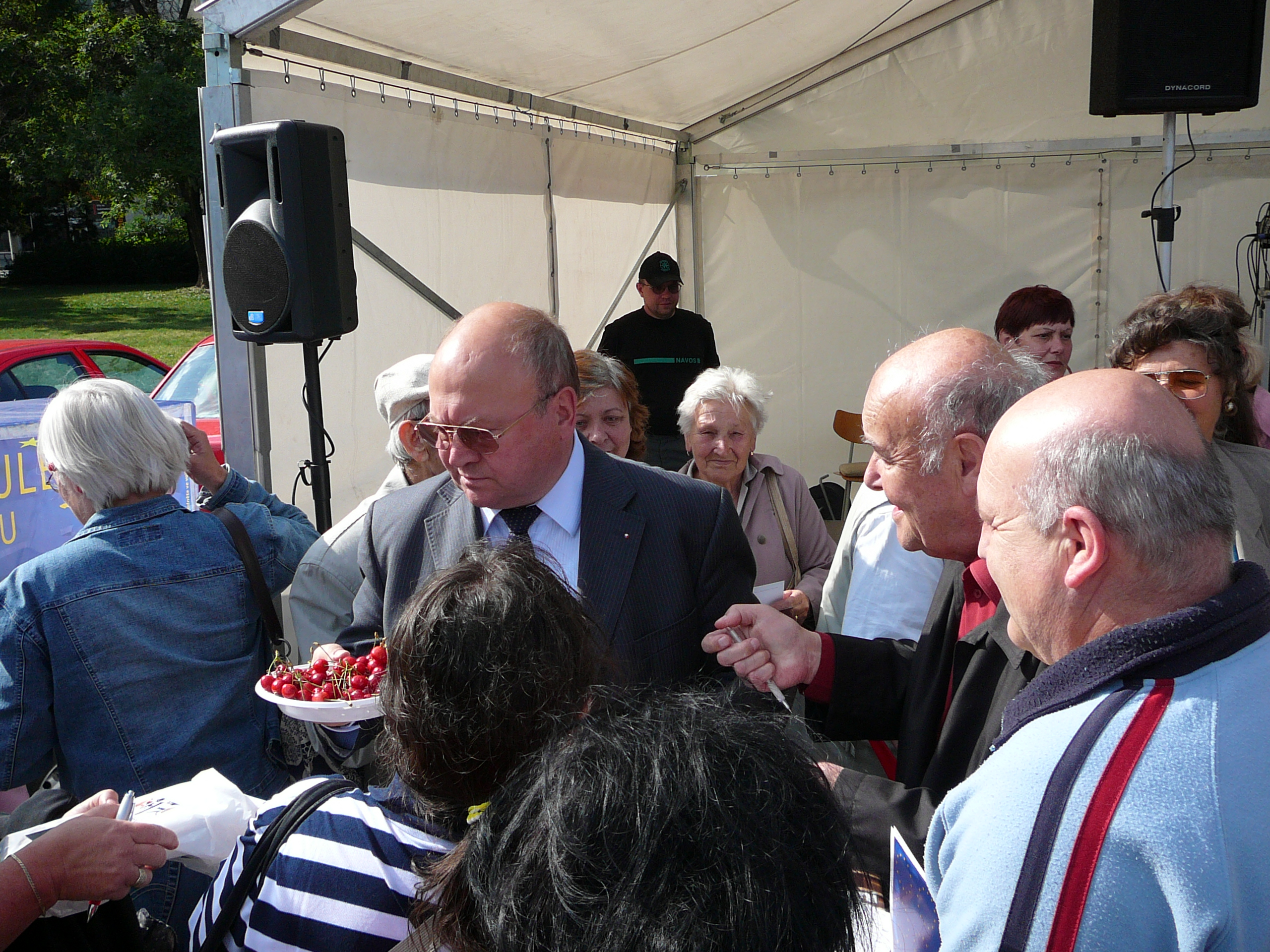
Vladimír Remek rozdává třešně, symbol KSČM. Volební kampaň do Evropského parlamentu, 27. května 2009.

V červnu 2004 byl zvolen do Evropského parlamentu jako nestraník na kandidátce KSČM. S ostatními komunistickými poslanci vstoupil do frakce Evropské spojené levice a Severské zelené levice (EUL/NGL), byl členem parlamentního výboru pro průmysl, výzkum a energetiku, parlamentní delegace EU-Rusko a náhradníkem výboru pro dopravu a cestovní ruch. Patřil k nejaktivnějším českým poslancům, věnoval se zejména letectví a kosmonautice. Byl oceňován pro svůj přehled v otázkách týkajících se navigačního systému Galileo, ale i pro znalost Ruska.
Ve volbách 2009 svůj mandát obhájil na dalších 5 let. Stal se členem rozpočtového výboru a náhradníkem výboru pro průmysl, výzkum a energetiku, zůstal v parlamentní delegaci EU-Rusko. Kanceláře měl mj. v Bruselu a Štrasburku.
Na podzim 2012 zvažovalo vedení KSČM jeho kandidaturu v první přímé volbě prezidenta České republiky, která proběhla v lednu 2013, ale Remek kandidovat odmítl. Výkonný výbor ÚV KSČM poté nevybral jiného kandidáta „aby se netříštily síly levice“.
Vzhledem k přechodu do diplomatických služeb rezignoval dne 15. prosince 2013 na mandát poslance Evropského parlamentu.

## Velvyslanec
V březnu 2013 nový český prezident Miloš Zeman vnesl Remkovo jméno do diskuse o novém velvyslanci v Rusku. Dne 31. července 2013 vláda Jiřího Rusnoka nástup Remka do funkce velvyslance schválila. Dne 13. listopadu 2013 podepsal prezident Zeman Remkovu pověřovací listinu a v lednu 2014 jeho pověřovací listinu převzal v Moskvě za přítomnosti televizních kamer prezident Putin. Svou velvyslaneckou misi ukončil 31. ledna 2018 a odešel do důchodu.

## Ocenění

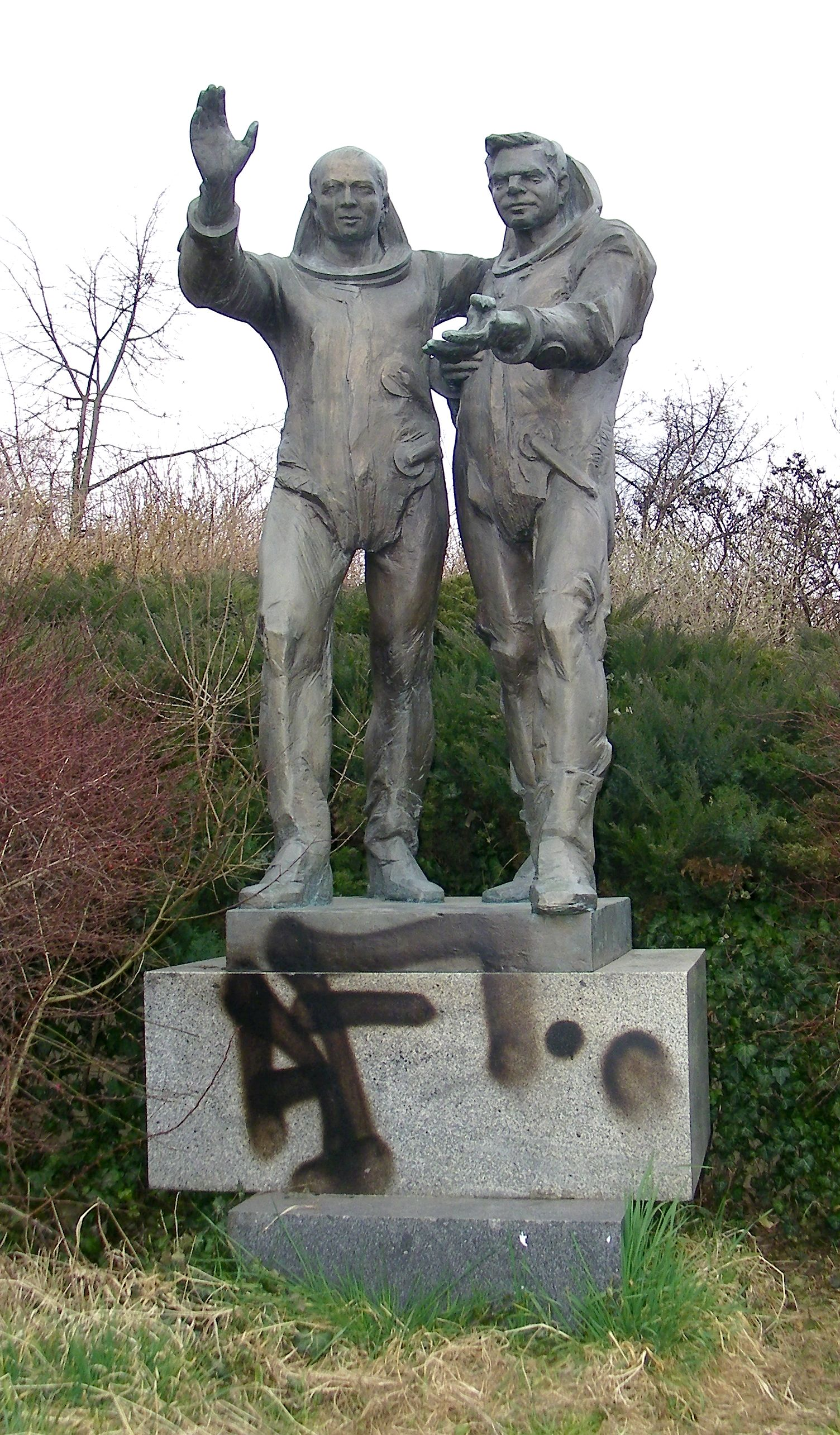
Sousoší Kosmonauti u stanice Háje, 2014.

Dne 16. března 1978, několik dní po letu, obdržel sovětský titul hrdina Sovětského svazu s Leninovým řádem, československý čestný titul letec-kosmonaut ČSSR a titul hrdina Československé socialistické republiky s Řádem Klementa Gottwalda. Byl vyznamenán medailí „Za službu vlasti“.
Dne 24. září 1978 objevil Antonín Mrkos pozorováním z Hvězdárny na Kleti planetku obíhající v hlavním pásu, kterou pojmenoval po Vladimíru Remkovi – Remek (číslo 2552).
U stanice metra Háje byl Vladimír Remek s Alexejem Gubarevem zvěčněn v sousoší Kosmonauti od sochaře Jana Bartoše. Stejné sousoší se nachází také v Košicích. Dalším umístěním sousoší bylo nádvoří ZŠ Slovan v Kroměříži. Při instalaci sousoší byli oba kosmonauti jmenováni čestnými občany města Kroměříž.
K 30. výročí letu do vesmíru jej v roce 2008 vyznamenal Svaz letců ČR vyznamenáním spolu s dalšími význačnými letci. Při 50. výročí letu prvního kosmonauta Jurije Gagarina, 12. dubna 2011, mu ruský prezident Dmitrij Medveděv udělil medaili „Za zásluhy o dobývání kosmu“, v Radě federace obdržel řád Jurije Gagarina.
Dne 12. května 2018 obdržel Vladimír Remek Cenu Antonína Vítka za popularizaci kosmonautiky od Astronautické sekce České astronomické společnosti, a to jako vůbec první laureát této ceny.
Dne 28. října 2021 obdržel Vladimír Remek od prezidenta Miloše Zemana Řád Bílého lva za významné proslavení vlasti v zahraničí. O jeho vyznamenání se uvažovalo již dříve, Senát PČR však v roce 2018 rozhodl o tom, že jej prezidentovi k vyznamenání nenavrhne, o tři roky později jej navrhla Poslanecká sněmovna.